# Katja Koch (Schulpädagogin)

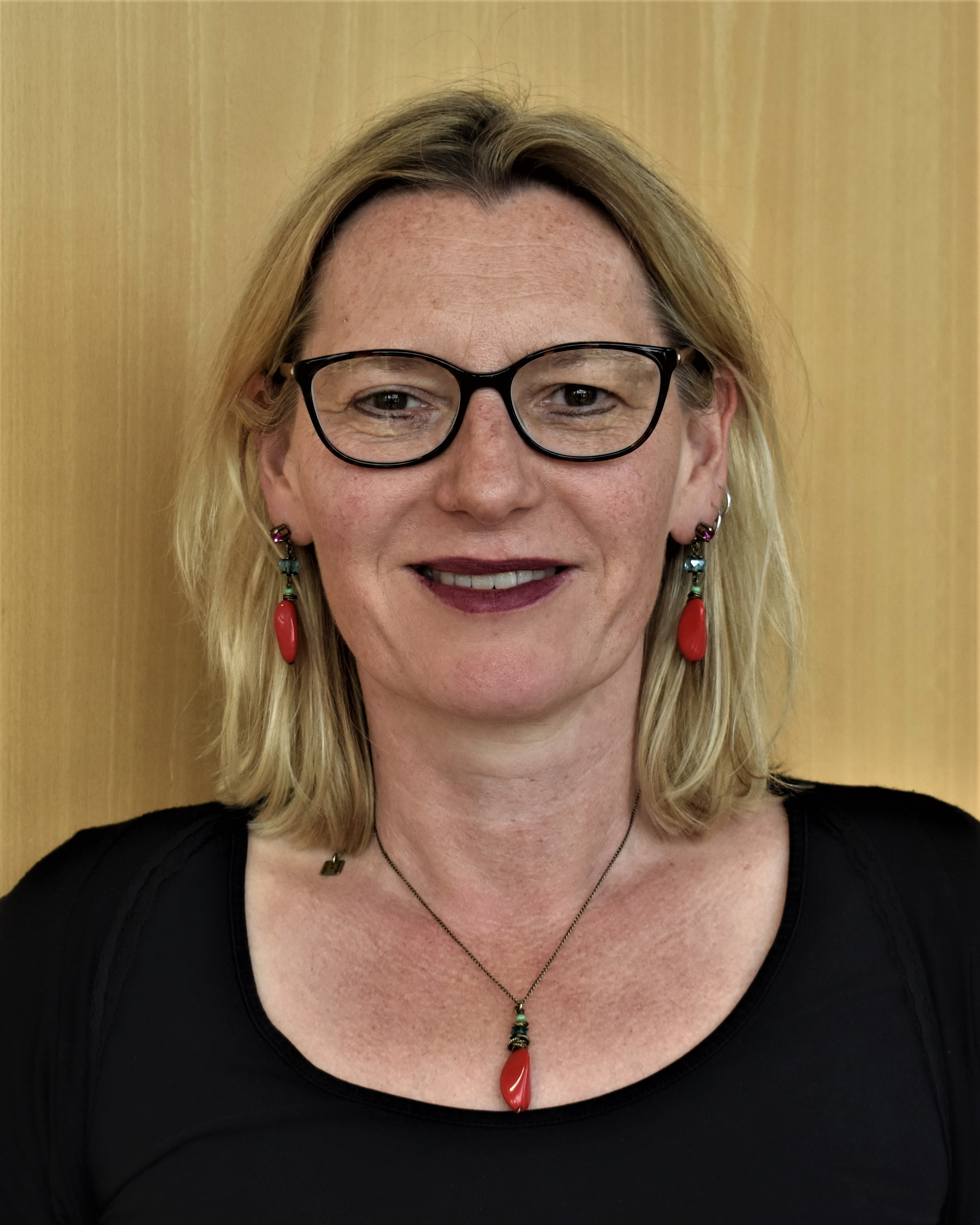
Katja Koch während der Feier „15 Jahre Dialoginitiative Niedersachsen“ im Juni 2022

Katja Koch (* 1970) ist eine deutsche Schulpädagogin und Hochschullehrerin für empirische Bildungsforschung.

## Leben
Katja Koch absolvierte von 1990 bis 1995 Studiengänge der Germanistik, Geschichte und Erziehungswissenschaft an der Philipps-Universität Marburg und erhielt als Stipendiatin der Hessischen Graduiertenförderung 2001 ihre Promotion mit einer Dissertation  zum Thema „Übergänge in die Sekundarstufe“. Von 2002 bis 2008 arbeitete sie als wissenschaftliche Assistentin am Pädagogischen Seminar der Georg-August-Universität Göttingen und habilitierte sich 2008 an der dortigen Sozialwissenschaftlichen Fakultät über den Zweitspracherwerb von Grundschulkindern mit nichtdeutscher Herkunftssprache. Ab 2008 verwaltete sie die Professur Schulpädagogik am Institut für Erziehungswissenschaft der TU Braunschweig und wurde 2010 Professorin für Schulpädagogik am Institut für Erziehungswissenschaft der Technischen Universität Braunschweig. Von 2013 bis 2018 war sie Studiendekanin der Fakultät für Geistes- und Erziehungswissenschaften der Universität. Im April 2018 wurde sie vom Senat als Vizepräsidentin ins Präsidium der TU Braunschweig berufen und befasst sich mit Fragen der Lehrkräftebildung und der Organisationsentwicklung 2022 wurde sie bis 2024 im Präsidium bestätigt.  Nach dem Wechsel der ehemaligen TU-Präsidentin Anke Kaysser-Pyzalla zum DLR übernahm Koch kommissarisch vom 1. Oktober 2020 bis zum 30. Juni 2021 das Amt der Präsidentin der Technischen Universität Braunschweig.
Weitere Tätigkeiten übernahm sie als Vorsitzende der Kommission Grundschulpädagogik in der Deutschen Gesellschaft für Erziehungswissenschaft (DGfE) und Mitherausgeberin der Erziehungswissenschaftlichen Revue (EWR). Ihre Forschungen befassen sie mit der Problematik des Passungsverhältnisses von Individuum und Institution und den sich daraus ergebenden pädagogischen Herausforderungen. Bildungspolitisch setzt sie sich für eine nachhaltige Institutionalisierung der Lehrer:innenbildung in der gleichnamigen Initiative ein. Das von ihr mitverfasste Eckpunktepapier zielt auf die Etablierung elementarer institutioneller Standards in der Lehrkräftebildung und eine Stärkung der zentralen wissenschaftlichen Einrichtungen der Lehrkräftebildung an den Universitäten.
Sie ist nicht zu verwechseln mit der an der Universität Rostock lehrenden Sonderpädagogin Katja Koch (* 1970).

## Veröffentlichungen (Auswahl)
- 2001: Dissertation: Übergänge in die Sekundarstufe.
- 2008: Habilitationsschrift: Zweitspracherwerb von Grundschulkindern nichtdeutscher Herkunftssprache im Kontext institutioneller Unterstützungsleistungen.
- 2012: Zweitspracherwerb am Übergang vom Elementar- in den Primarbereich, Utzverlag, ISBN  978-3831640614